# Избори за председника општине вароши Београда 1889.
Избори за београдско часништво неуспешно су одржани 17. децембра, а поновљени 21. децембра 1889. године.

## Нови начин избора
Ово су били први избори који су се вршили по новом закону о општинама који је ступио на снагу 25. новембра 1889. године. Министар унутрашњих дела издао је наређење да се у децембру изврше избори у свим оним општинама које нису мењале свој обим, па како је Београдска општина била једна од њих, стекли су се сви услови да се избори одрже у децембру 1889. године.
Министар унутрашњих дела одређивао је како ће избори изгледати, и прописао је следеће:
- Бирачки списак саставиће се за сваки кварт, тако да у њега уђу сви они који према Закону о општинама имају право гласа, а платили су порез претходних 15 година као и за прво полугође текуће године у том кварту.
- Бирачки одбори биће састављени по квартовима, и то тако да првих 30 гласача који се појаве пред бирачким местом одаберу 4 лица за бирачки одбор. Сваки такав бирачки одбор имаће председника, који ће бити одборник кога одбор одабере из своје средине. Најстарији од свих председника квартовских бирачких одбора биће уједно и председник главног бирачког одбора у који улазе као чланови и сви председници квартовских бирачких одбора.
- Након затварања бирачких места, председници квартовских бирачких одбора носе запечаћена акта у Зграду Општине, где их предају председнику главног бирачког одбора. Главни одбор одмах започиње бројање гласова и објављује резултате.[1]

Избори су расписани 6. децембра, и заказани за 17. децембар 1889. године. На изборима требало је изабрати председника Општине, два члана суда и 6 кметовских помоћника, за 6 београдских квартова (варошки, дорћолски, теразијски, савамалски, палилулски и врачарски) на мандат од две године.

## Ток избора
Бирачка места отворена су у 8 сати ујутру, а затворена у 6 сати увече. Међутим, пошто на изборе није изашао довољан број бирача, они су поновљени 21. децембра.

## Поновљени избори
Поновљени избори одржани су 21. децембра. Кандидати Радикалне и Либералне странке остали су исти као и на првим изборима. Напредна странка одлучила је да и овог пута бојкотује и не учествује на изборима.
Либерали су за председника Општине кандидовали Драгутина Гођевца, док су радикали за то место кандидовали Николу Пашића.

## Резултати
На изборима за општинско часништво 21. децембра победили су кандидати Радикалне странке. Нови председник општине вароши Београда постао је радикал Никола Пашић. За Радикалну листу гласало је 772 гласача, а за Либералну листу 13 гласача.

## Након избора
Сви новоизтабрани чланови општинске управе, као и нови председник Београдске општине Никола Пашић, примили су дужност 30. децембра 1889. године.
Никола Пашић био је председник Београдске општине све до 14. јануара 1891. године, кад је разрешен дужности јер је постао председник Владе Србије. На место вршиоца дужности председника општине вароши Београда дошао је кмет Светозар Кара-Пешић 15. јануара, и на том месту остао све до 26. маја, када на чело Београда долази Милован Маринковић, изабран на изборима.